# Episodi di The Chi (prima stagione)
La prima stagione della serie televisiva The Chi, composta da dieci episodi, è stata trasmessa sul canale statunitense via cavo Showtime dal 7 gennaio al 18 marzo 2018.
Negli Stati Uniti, l'episodio pilota è stato reso disponibile in anteprima il 15 dicembre 2017 sul sito web di Showtime.
In Italia, la stagione è andata in onda sul canale satellitare Fox dal 15 luglio al 12 agosto 2018.
| n° | Titolo originale      | Titolo italiano                 | Prima TV USA     | Prima TV Italia |
| -- | --------------------- | ------------------------------- | ---------------- | --------------- |
| 1  | Pilot                 | Gravi perdite                   | 7 gennaio 2018   | 15 luglio 2018  |
| 2  | Alee                  | Sottovento                      | 14 gennaio 2018  | 15 luglio 2018  |
| 3  | Ghosts                | Fantasmi                        | 21 gennaio 2018  | 22 luglio 2018  |
| 4  | Quaking Grass         | Un posto dove andare            | 28 gennaio 2018  | 22 luglio 2018  |
| 5  | Today Was a Good Day  | Oggi è stata una bella giornata | 11 febbraio 2018 | 29 luglio 2018  |
| 6  | Penetrate a Fraud     | Sporchi affari                  | 18 febbraio 2018 | 29 luglio 2018  |
| 7  | The Whistle           | Il fischietto                   | 25 febbraio 2018 | 5 agosto 2018   |
| 8  | Wallets               | Portare un peso                 | 4 marzo 2018     | 5 agosto 2018   |
| 9  | Namaste Muthafucka    |                                 | 11 marzo 2018    | 12 agosto 2018  |
| 10 | Ease on Down the Road |                                 | 18 marzo 2018    | 12 agosto 2018  |